# Ангістрі
Ангістрі (грец. αγκίστρι) — маленький острів в Саронічній затоці в номі Пірей, Греція. Острів майже повністю вкритий сосновим лісом, знаходиться за декілька кілометрів від міста Пірей.

## Поселення
Лише три поселення знаходяться на Ангістрі — Мілос, Скала і Ліменарія. Мілос (нас. 461) головне поселення на острові, де проживає більшість населення острову. Скала (нас. 354) розташоване в 20 хвилинах ходіння від Мілоса уздовж берегової дороги. Тут розташована більшість готелів острову. Ліменарія (нас. 105) дуже маленьке селище на іншому боці острову, тут буває дуже мало туристів. Загальне населення острову згідно з переписом 2001 року 920 мешканців. Площа острову 13.367 km².

## Розташування
Ангістрі розташований зовсім поруч із більшим Саронічним островом Егіною. На острів можна потрапити з Егіни, скориставшись послугами одного з багатьох човнів, за 10 хвилин. Також острів знаходиться в годині човном від великого порту Пірей.

## Галерея

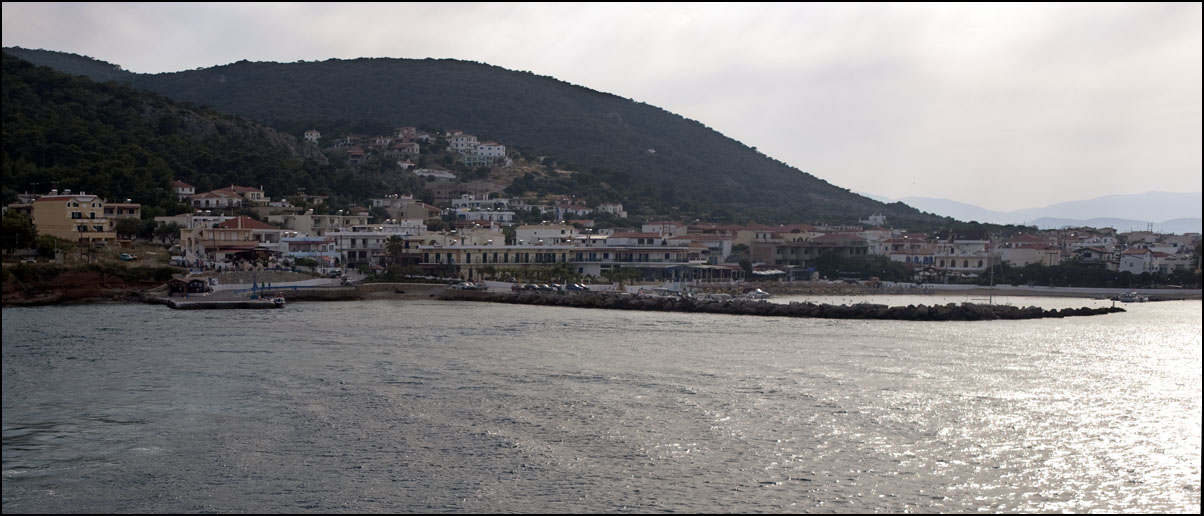
Оглядовий зімок гавані Ангістрі.
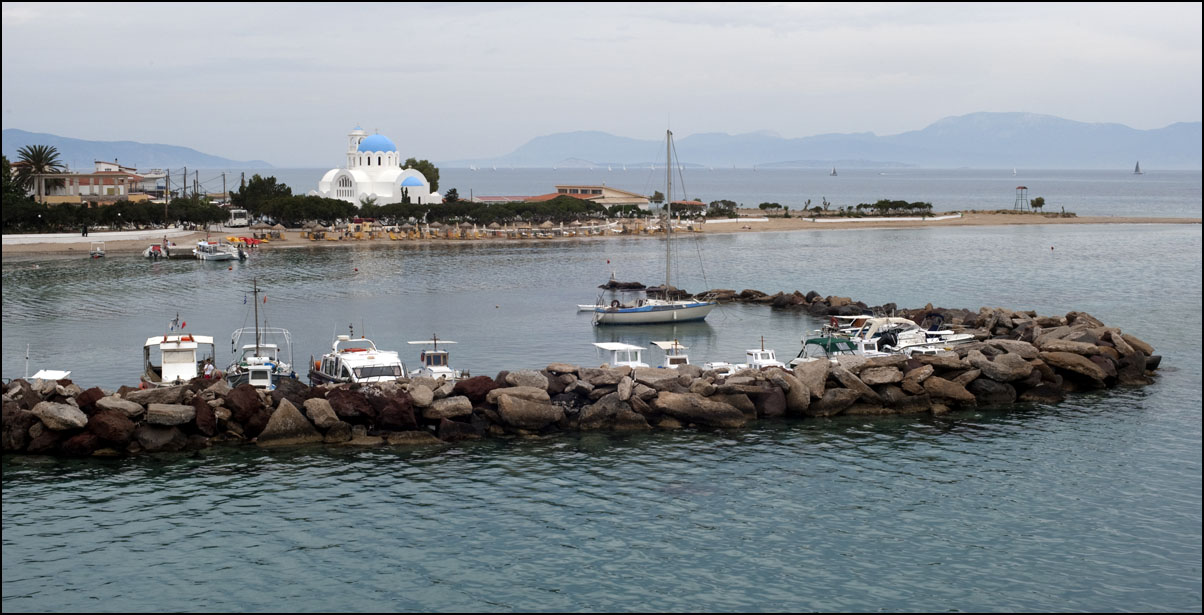
Гавань/пляж Скали.
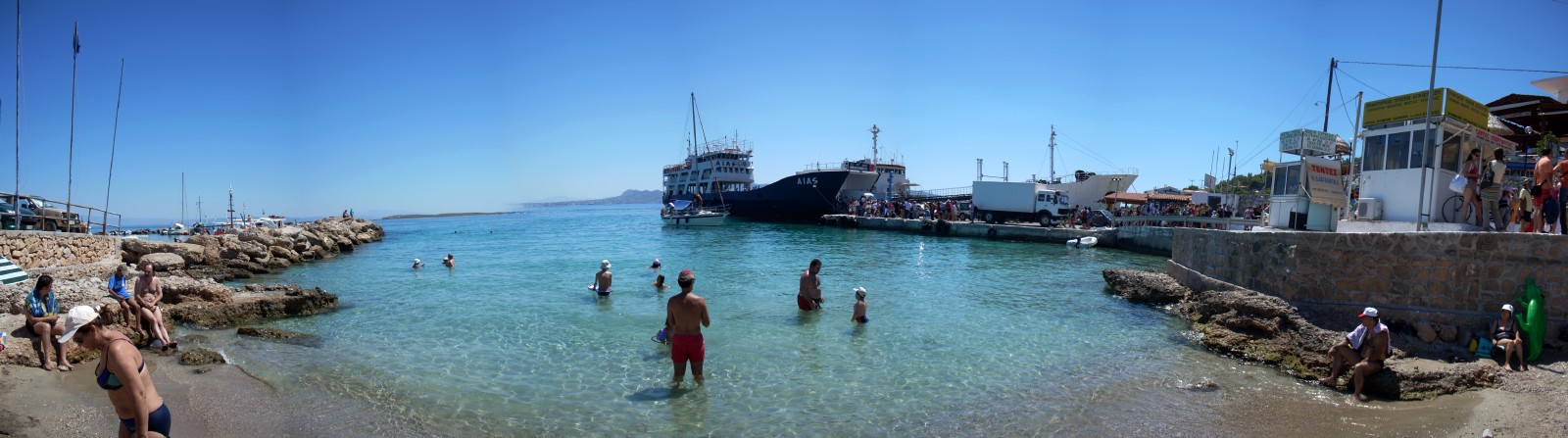
Пляж і порт на Ангістрі.
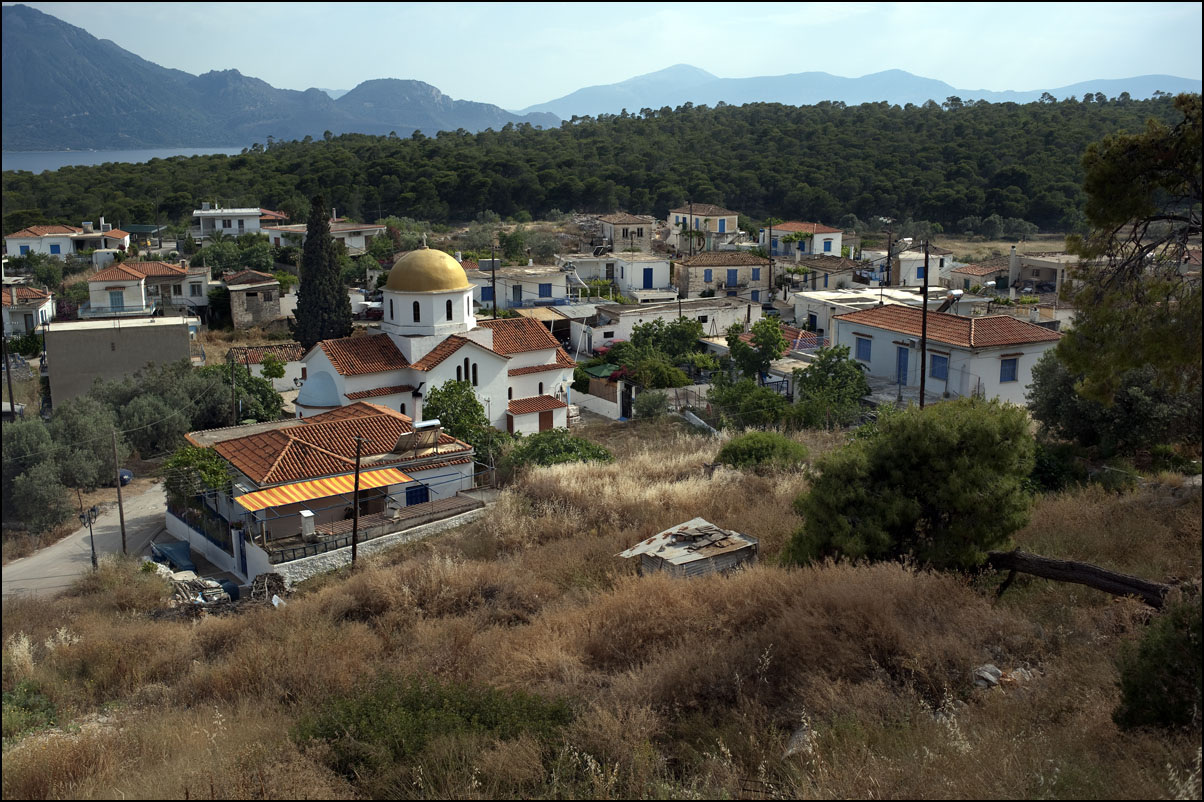
Селище Ліменарія.